# Грбови рејона Магаданске области
Грбови рејона Магаданске области обухвата галерију грбова административних јединица руске области — Магаданске области, са статусом градских округа и рејона, те њихове историјске грбове (уколико их има).
Већина грбова настала је након успостављања Руске Федерације и Магаданске области, као њеног саставног субјекта.

## Грбови округа и рејона
- 1 — Грб града 
 Магадана
- 2 — Грб рејона 
 Ољски
- 3 — Грб рејона 
 Омсукчански
- 4 — Грб рејона 
 Сјеверно-Евенски
- 5 — Грб рејона 
 Средњекански
- 6 — Грб рејона 
 Сусумански
- 7 — Грб рејона 
 Тењкински
- 8 — Грб рејона 
 Хасински
- 9 — Грб рејона 
 Јагоднински